# 클라우디오 야코브
클라우디오 아리엘 야코브(스페인어: Claudio Ariel Yacob, 1987년 7월 18일, 아르헨티나 Carcarana ~ )은 아르헨티나 출신 프로 축구 선수이다. 현재 소속팀은 로사리오 센트랄이며 포지션은 수비형 미드필더로 활약한다.